# Sheldon van der Linde
Sheldon Van Der Linde (Johannesburg, 13 maggio 1999) è un pilota automobilistico sudafricano, attualmente è un pilota ufficiale alla BMW, vincitore del Deutsche Tourenwagen Masters nel 2022.
Anche suo fratello maggiore, Kelvin, è un pilota automobilistico ed corre per il marchio Audi.

## Carriera

### Inizi
Van der Linde inizia a correre in kart all'età di sei anni nel suo nativo Sudafrica, avendo come esempio suo fratello maggiore Kelvin di tre anni più grande. Nel 2014 passa alle corse in monoposto, già al suo primo anno vince il campionato South Africa Polo Cup e l'anno successivo vince il Volkswagen Cup South Africa.
Nel 2016 Sheldon insieme a suo fratello entrano in orbita dell'Audi, gareggia nella serie Audi Sport TT Cup, una delle categorie di supporto del Deutsche Tourenwagen Masters. Nella serie monomarca ottiene quattro vittorie e chiude quarto in classifica finale. L'anno seguente corre in diversi campionati ed esordisce nel Campionato IMSA WeatherTech SportsCar, dove vince la Petit Le Mans nella classe GTD. Nel 2018 in coppia con suo fratello arriva secondo nell'ADAC GT Masters. A fine anno Sheldon decide di lasciare l'Audi per legarsi alla BMW.

### DTM

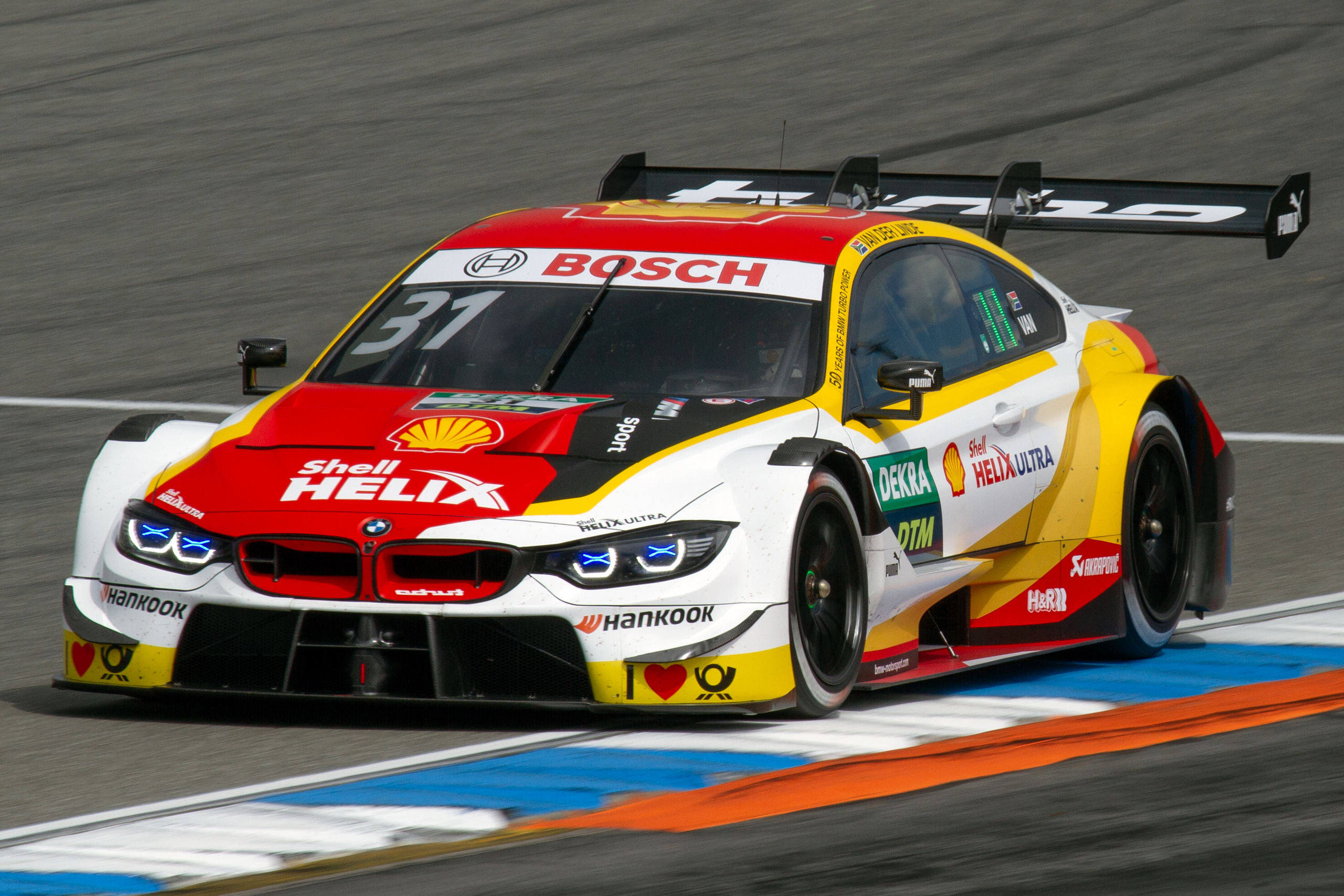
Sheldon Van Der Linde al suo primo anno nel DTM

Nel gennaio 2019, Sheldon viene ingaggiato dal BMW Team RBM per la stagione 2019 del DTM, diventando così il primo pilota sudafricano a competere nella categoria. Durante la stagione ottiene una pole position sul Circuito di Zolder e chiude 13º in classifica.
Van der Linde rimane con il team RBM anche per la stagione 2020 al fianco di Philipp Eng. La stagione è più positiva della precedente, conquista il suo primo podio nella categoria grazie il secondo posto dietro a Nico Müller sul circuito di Lausitz. Il sudafricano ottiene anche la sua prima vittoria, vincendo la seconda gara di Assen davanti a Robin Frijns. Sheldon chiude così al sesto posto in campionato, secondo dietro a Timo Glock tra i piloti BMW.
La stagione 2021 è la prima ad essere disputata con i regolamenti del Gruppo GT3, Van der Linde passa al team ROWE Racing insieme a Timo Glock. Il sudafricano delude le aspettative, non riesce a conquistare nessun podio, ottiene un quarto posto a Monza come miglior risultato. Sheldon chiude undicesimo in classifica.
Nel 2022 cambia ancora team, passa al team Schubert Motorsport, sempre a guida della BMW M4 GT3. Nel secondo round di Lausitz ottiene la vittoria in entrambe le due gare. La sua terza vittoria stagionale arriva nella prima gara del Nürburgring conquistando la testa del campionato. Nel resto della stagione ottiene due secondi posti ed arriva all'ultima gara al Hockenheimring con due punti di vantaggio su Lucas Auer. Nel ultima gara Sheldon arriva terzo mentre il suo avversario chiude sesto, diventando così campione nella serie.
Per la stagione 2023 viene confermato dal team Schubert Motorsport insieme al tre volte campione della serie René Rast. Dopo il secondo posto a Zandvoort ottiene la sua prima vittoria stagionale nella prima corsa del Norisring davanti a Rast.

### Test in Formula E
Nel 2023 prende parte a Berlino dei Rookie della Formula E guidando per il team Jaguar TCS, ritorna in pista in FE anche nel 2024 durante i Rookie test della Formula E sul Circuito di Misano con la scuderia britannico. Il suo terzo test avviene ancora una volta a Berlino.

### BMW LMDh

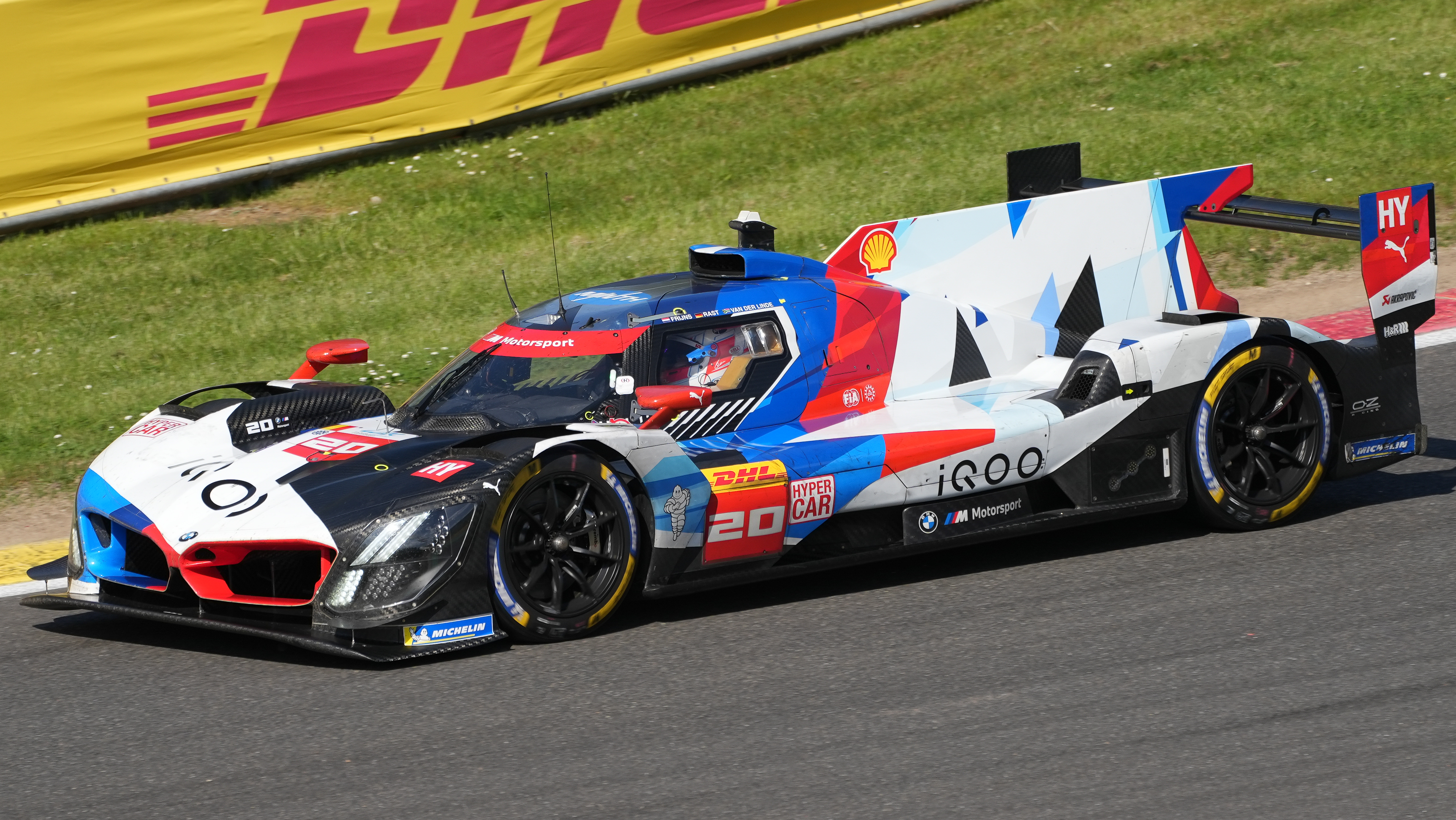
La BMW M Hybrid V8 di van der Linde durante la 6 ore di Spa 2024

Nel 2022 la BMW inizia i test della sua nuova vettura Le Mans Daytona Hybrid, la BMW M Hybrid V8. Van Der Linde insieme a Connor De Philippi sono i primi piloti a portare la nuova vettura sulla pista di Varano. Due mesi dopo viene scelto dal team Rahal Letterman Lanigan Racing per correre le gare di durata (Endurance Cup) del Campionato IMSA WeatherTech SportsCar.

## Risultati

### Riassunto della carriera
| Stagione | Serie                                         | Squadra                       | Gare              | Vittorie          | Pole              | Gpv               | Podi              | Punti             | Pos.              |
| -------- | --------------------------------------------- | ----------------------------- | ----------------- | ----------------- | ----------------- | ----------------- | ----------------- | ----------------- | ----------------- |
| 2014     | South Africa Polo Cup Championship            | Ferodo Junior Racing Team     | 14                | 4                 | 7                 | 8                 | 12                | 345               | 1°                |
| 2015     | Volkswagen Cup South Africa                   | Signature Motorsport          | ?                 | ?                 | ?                 | ?                 | ?                 | ?                 | 1°                |
| 2016     | Audi Sport TT Cup                             | Audi Sport                    | 14                | 4                 | 3                 | 3                 | 6                 | 231               | 4°                |
| 2017     | TCR BeNeLux Touring Car Championship          | Comtoyou Racing               | 3                 | 1                 | 0                 | 1                 | 2                 | 105               | 16°               |
| 2017     | TCR BeNeLux Touring Car Championship - Junior | Comtoyou Racing               | 3                 | 1                 | 0                 | 1                 | 2                 | 55                | 8°                |
| 2017     | ADAC GT Masters                               | Aust Motorsport               | 2                 | 0                 | 0                 | 0                 | 0                 | 20                | 27°               |
| 2017     | ADAC TCR Germany Touring Car Championship     | AC 1927 Mayen e.V. im ADAC    | 14                | 1                 | 0                 | 2                 | 4                 | 315               | 3°                |
| 2017     | IMSA SportsCar Championship - GTD             | Montaplast by Land-Motorsport | 1                 | 1                 | 0                 | 0                 | 1                 | 36                | 52°               |
| 2018     | ADAC GT Masters                               | Montaplast by Land-Motorsport | 14                | 1                 | 0                 | 0                 | 6                 | 136               | 2°                |
| 2018     | IMSA SportsCar Championship - GTD             | Montaplast by Land-Motorsport | 4                 | 0                 | 0                 | 1                 | 0                 | 96                | 22°               |
| 2018     | Blancpain GT Series Endurance Cup             | Montaplast by Land-Motorsport | 1                 | 0                 | 0                 | 0                 | 1                 | 34                | 10°               |
| 2018     | Blancpain GT Series Endurance Cup             | Belgian Audi Club Team WRT    | 4                 | 0                 | 0                 | 0                 | 0                 | 34                | 10°               |
| 2018     | Blancpain GT Series Sprint Cup                | Belgian Audi Club Team WRT    | 2                 | 0                 | 0                 | 0                 | 0                 | 6.5               | 21°               |
| 2018     | Blancpain GT Series Sprint Cup - Silver Cup   | Belgian Audi Club Team WRT    | 2                 | 0                 | 1                 | 1                 | 2                 | 22.5              | 10°               |
| 2019     | Deutsche Tourenwagen Masters                  | BMW Team RBM                  | 18                | 0                 | 1                 | 0                 | 0                 | 42                | 13°               |
| 2019     | Intercontinental GT Challenge                 | BMW Team Schnitzer            | 1                 | 0                 | 0                 | 0                 | 0                 | 6                 | 22°               |
| 2020     | Deutsche Tourenwagen Masters                  | BMW Team RBM                  | 18                | 1                 | 0                 | 1                 | 1                 | 108               | 6°                |
| 2020     | ADAC GT Masters                               | Schubert Motorsport           | 2                 | 0                 | 0                 | 0                 | 0                 | 6                 | 39°               |
| 2020     | Intercontinental GT Challenge                 | Walkenhorst Motorsport        | 1                 | 1                 | 0                 | 0                 | 1                 | 25                | 10°               |
| 2020–21  | Formula E                                     | BMW i Andretti Motorsport     | Pilota di riserva | Pilota di riserva | Pilota di riserva | Pilota di riserva | Pilota di riserva | Pilota di riserva | Pilota di riserva |
| 2021     | Deutsche Tourenwagen Masters                  | Rowe Racing                   | 16                | 0                 | 1                 | 1                 | 0                 | 55                | 11°               |
| 2021     | GT World Challenge Europe Endurance Cup       | Walkenhorst Motorsport        | 3                 | 0                 | 0                 | 0                 | 0                 | 4                 | 28°               |
| 2022     | Deutsche Tourenwagen Masters                  | Schubert Motorsport           | 16                | 3                 | 2                 | 2                 | 6                 | 164               | 1º                |
| 2022     | IMSA SportsCar Championship - GTD Pro         | BMW M Team RLL                | 2                 | 0                 | 0                 | 0                 | 1                 | 934               | 4^*               |

* Stagione in corso.

### Risultati completi DTM
(legenda) (Le gare in grassetto indicano la pole position) (Le gare in corsivo indicano Gpv)
| Anno | Team                | Vettura          | 1   | 2   | 3   | 4   | 5   | 6   | 7   | 8   | 9   | 10   | 11  | 12  | 13  | 14  | 15  | 16  | 17  | 18  | Punti | Pos. |
| ---- | ------------------- | ---------------- | --- | --- | --- | --- | --- | --- | --- | --- | --- | ---- | --- | --- | --- | --- | --- | --- | --- | --- | ----- | ---- |
| 2019 | BMW Team RBM        | BMW M4 Turbo DTM | HOC | HOC | ZOL | ZOL | MIS | MIS | NOR | NOR | ASS | ASS  | BRH | BRH | LAU | LAU | NÜR | NÜR | HOC | HOC | 42    | 13º  |
| 2019 | BMW Team RBM        | BMW M4 Turbo DTM | 6   | 14  | 11  | 51  | 9   | 9   | Rit | Rit | 10  | 15   | 8   | 7   | 16  | 11  | 7   | 16  | 16  | 13  | 42    | 13º  |
| 2020 | BMW Team RBM        | BMW M4 Turbo DTM | SPA | SPA | LAU | LAU | LAU | LAU | ASS | ASS | NUR | NUR  | NUR | NUR | ZOL | ZOL | ZOL | ZOL | HOC | HOC | 108   | 6º   |
| 2020 | BMW Team RBM        | BMW M4 Turbo DTM | 15  | 6   | 2   | 15  | 9   | 10  | 7   | 1   | 8   | 6    | 8   | 4   | 6   | 102 | 13  | 7   | 10  | 9   | 108   | 6º   |
| 2021 | ROWE Racing         | BMW M4 GT3       | MNZ | MNZ | LAU | LAU | ZOL | ZOL | NÜR | NÜR | RBR | RBR  | ASS | ASS | HOC | HOC | NOR | NOR |     |     | 55    | 11º  |
| 2021 | ROWE Racing         | BMW M4 GT3       | 11  | 43  | 91  | 5   | 16  | 7   | 6   | Rit | Rit | Rit3 | 6   | Rit | Rit | Rit | Rit | 16  |     |     | 55    | 11º  |
| 2022 | Schubert Motorsport | BMW M4 GT3       | POR | POR | LAU | LAU | IMO | IMO | NOR | NOR | NÜR | NÜR  | SPA | SPA | RBR | RBR | HOC | HOC |     |     | 164   | 1º   |
| 2022 | Schubert Motorsport | BMW M4 GT3       | 7   | 8   | 12  | 1   | 8   | 5   | Rit | 15  | 1   | 91   | 12  | 2   | 11  | 11  | 2   | 3   |     |     | 164   | 1º   |
| 2023 | Schubert Motorsport | BMW M4 GT3       | OSC | OSC | ZAN | ZAN | NOR | NOR | NÜR | NÜR | LAU | LAU  | SAC | SAC | RBR | RBR | HOC | HOC |     |     | 115   | 4º   |
| 2023 | Schubert Motorsport | BMW M4 GT3       | Rit | 11  | 2   | 10  | 1   | 3   | 7   | 172 | 5   | 13   | 6   | Rit | 13  | 2   | 20  | 4   |     |     | 115   | 4º   |
| 2024 | Schubert Motorsport | BMW M4 GT3       | OSC | OSC | LAU | LAU | ZAN | ZAN | NOR | NOR | NÜR | NÜR  | SAC | SAC | RBR | RBR | HOC | HOC |     |     | 130*  |      |
| 2024 | Schubert Motorsport | BMW M4 GT3       | 4   | 6   | 6   | 8   | 6   | 8   | 72  | 14  | 13  | 1    | 9   | 9   | 11  | 6   |     |     |     |     | 130*  |      |

* Stagione in corso.

### Risultati nel campionato IMSA
| Anno    | Team                          | Classe  | Auto            | 1     | 2     | 3   | 4   | 5      | 6   | 7   | 8   | 9   | 10  | 11    | 12    | Punti | Pos. |
| ------- | ----------------------------- | ------- | --------------- | ----- | ----- | --- | --- | ------ | --- | --- | --- | --- | --- | ----- | ----- | ----- | ---- |
| 2017    | Montaplast by Land-Motorsport | GTD     | Audi R8 LMS     | DAY   | SEB   | LBH | COA | DET    | WGL | MOS | LIM | ELK | VIR | LGA   | PET 1 | 36    | 52°  |
| 2018    | Montaplast by Land-Motorsport | GTD     | Audi R8 LMS     | DAY 7 | SEB 4 | MDO | DET | WGL 12 | MOS | LIM | ELK | VIR | LGA | PET 6 |       | 96    | 22°  |
| 2022    | BMW M Team RLL                | GTD Pro | BMW M4 GT3      | DAY 9 | SEB   | LBH | LGA | WGL    | MOS | LIM | ELK | VIR | PET |       |       | 238   | 34°  |
| 2023    | BMW M Team RLL                | GTP     | BMW M Hybrid V8 | DAY 9 | SEB   | LBH | LGA | WGL    | MOS | ROA | IMS | PET |     |       |       | 243*  |      |
| Legenda |                               |         |                 |       |       |     |     |        |     |     |     |     |     |       |       |       |      |

### Risultati nel WEC
| Anno    | Squadra        | Classe   | Vettura         | QAT | IMO | SPA | LMS | SÃO | COA | FUJ | BHR | Punti | Pos. |
| ------- | -------------- | -------- | --------------- | --- | --- | --- | --- | --- | --- | --- | --- | ----- | ---- |
| 2024    | BMW M Team WRT | Hypercar | BMW M Hybrid V8 | 10  | 6   | 13  | Rit | 14  | 13  | Rit | Rit | 10    | 27°  |
| Anno    | Squadra        | Classe   | Vettura         | QAT | IMO | SPA | LMS | SÃO | COA | FUJ | BHR | Punti | Pos. |
| 2025    | BMW M Team WRT | Hypercar | BMW M Hybrid V8 | 7   | 2   |     | 16  | 5   |     |     |     | 37*   |      |
| Legenda |                |          |                 |     |     |     |     |     |     |     |     |       |      |

* Stagione in corso.

### Risultati 24 ore di Le Mans
| Anno | Team           | Co-piloti              | Auto            | Classe   | giri | Pos. | Class Pos. |
| ---- | -------------- | ---------------------- | --------------- | -------- | ---- | ---- | ---------- |
| 2024 | BMW M Team WRT | Robin Frijns René Rast | BMW M Hybrid V8 | Hypercar | 92   | Rit  | Rit        |
| 2025 | BMW M Team WRT | Robin Frijns René Rast | BMW M Hybrid V8 | Hypercar | 375  | 17°  | 17°        |